# Фрумушень (комуна)
Фрумушень, Фрумушені (рум. Frumușeni) — комуна у повіті Арад в Румунії. До складу комуни входять такі села (дані про населення за 2002 рік):
- Алуніш (943 особи)
- Фрумушень (1563 особи) — адміністративний центр комуни

Комуна розташована на відстані 407 км на північний захід від Бухареста, 13 км на південний схід від Арада, 41 км на північний схід від Тімішоари.

## Населення
У 2009 році у комуні проживали 2693 особи.